# 拜特列克區
拜特列克區是哈薩克斯坦的一個區，位於該國西部，由西哈薩克斯坦州負責管轄，面積8,100平方公里，距離首府烏拉爾斯克38公里，2013年該區人口54,831。